# Distretto di Uherské Hradiště
Il distretto di Uherské Hradiště (in ceco okres Uherské Hradiště) è un distretto della Repubblica Ceca nella regione di Zlín. Il capoluogo di distretto è la città di Uherské Hradiště.

## Geografia antropica
Il distretto conta 78 comuni:

### Città
- Bojkovice
- Hluk
- Kunovice
- Staré Město
- Uherské Hradiště
- Uherský Brod
- Uherský Ostroh

### Comuni mercato
- Buchlovice
- Osvětimany
- Polešovice

### Comuni
- Babice
- Bánov
- Bílovice
- Boršice
- Boršice u Blatnice
- Břestek
- Březolupy
- Březová
- Bystřice pod Lopeníkem
- Částkov
- Dolní Němčí
- Drslavice
- Horní Němčí
- Hostějov
- Hostětín
- Hradčovice
- Huštěnovice
- Jalubí
- Jankovice
- Kněžpole
- Komňa
- Korytná
- Kostelany nad Moravou
- Košíky
- Kudlovice
- Lopeník
- Medlovice
- Mistřice
- Modrá
- Nedachlebice
- Nedakonice
- Nezdenice
- Nivnice
- Ořechov
- Ostrožská Lhota
- Ostrožská Nová Ves
- Pašovice
- Pitín
- Podolí
- Popovice
- Prakšice
- Rudice
- Salaš
- Slavkov
- Staré Hutě
- Starý Hrozenkov
- Strání
- Stříbrnice
- Stupava
- Suchá Loz
- Sušice
- Svárov
- Šumice
- Topolná
- Traplice
- Tučapy
- Tupesy
- Újezdec
- Vápenice
- Vážany
- Velehrad
- Veletiny
- Vlčnov
- Vyškovec
- Záhorovice
- Zlámanec
- Zlechov
- Žitková